# غراهام روبرتس
غراهام روبرتس (بالإنجليزية: Graham Roberts)‏ (3 يوليو 1959 ساوثهامبتون المملكة المتحدة - ) هو لاعب كرة قدم بريطاني يلعب كمدافع.

## وصلات خارجية
غراهام روبرتس على موقع قاعدة بيانات كرة القدم.إي يو (الإنجليزية)
- غراهام روبرتس على موقع ناشيونال فوتبول تيمز (الإنجليزية)